# Гетероциклічні сполуки
Ге́тероциклі́чні сполу́ки — органічні сполуки циклічної будови, де в одній або декількох ланках циклу вуглець замінено на інші атоми.

## Загальний опис
Гетероциклічні сполуки — органічні молекули, що містять одне або більше кілець з принаймні одним невуглецевим атомом у ньому (так званим циклічним гетероатомом). Така циклічна система атомів може бути насичена, ненасичена або ароматична. Характерним для неї є те, що циклічні гетероатоми надають відповідним зв'язкам або циклові полярних (чи основних) властивостей. Гетероатоми циклу можуть також брати участь в утворенні ароматичної системи, якщо в побудову π-оболонки циклу залучається вільна електронна пара гетероатома (р-електрони, як у піролах) або ж його заповнена p-орбіталь (як у піридині).
Гетероциклічні сполуки поділяють за розміром циклу, за гетероатомом, а також за кількістю гетероатомів. Найсвоєріднішими гетероциклічними сполуками є ароматичні. В ароматичних гетероциклах гетероатом віддає один валентний електрон (в шестичленних циклах) або неподілену електронну пару (в п'ятичленних).
|                   | Насичені             | Насичені                   | Насичені                      | Ненасичені         | Ненасичені               | Ненасичені                  | Ненасичені |
| Гетероатом        | Нітроген             | Оксиген                    | Сульфур                       | Нітроген           | Оксиген                  | Сульфур                     |            |
| 3-х членні цикли  | 3-х членні цикли     | 3-х членні цикли           | 3-х членні цикли              | 3-х членні цикли   | 3-х членні цикли         | 3-х членні цикли            |            |
| ----------------- | -------------------- | -------------------------- | ----------------------------- | ------------------ | ------------------------ | --------------------------- | ---------- |
| Назва             | Азиридин             | Оксиран                    | Тіїран                        | Азирин             | Оксирен                  | Тіїрен                      |            |
| Структура         | Структура азиридину  | Структура оксирану         | Структура тіірану             | Структура азирину  | Структура оксирену       | Структура тіірену           |            |
| 4-х членні цикли  |                      |                            |                               |                    |                          |                             |            |
| Назва             | Азетидин             | Окситан                    | Тієтан                        | Азет               | Оксет                    | Тієт                        |            |
| Структура         | Структура Азетидину  | Структура Окситану         | Структура Тієтану             | Структура Азету    | Структура йону Оксетиму  | Структура йону Тієтиму      |            |
| 5-ти членні цикли |                      |                            |                               |                    |                          |                             |            |
| Назва             | Піролідин            | Тетрагідрофуран            | Тетрагідротіофен              | Пірол              | Фуран                    | Тіофен                      |            |
| Структура         | Структура Піролідин  | Структура Тетрагідрофуран  | Структура Тетрагідротіофен    | Структура Пірол    | Структура Фуран          | Структура Тіофен            |            |
| 6-ти членні цикли |                      |                            |                               |                    |                          |                             |            |
| Назва             | Піперидин            | Тетрагідропіран            | Тіан                          | Піридин            | Піриліум                 | Тіопіран                    |            |
| Структура         | Структура Піперидину | Структура Тетрагідропірану | Структура Тетрагідротіопірану | Структура Піридину | Структура йону Піриліуму | Структура йону Тіопіріліуму |            |
| 7-ми членні цикли |                      |                            |                               |                    |                          |                             |            |
| Назва             | Азепан               | Оксепан                    | Тієпан                        | Азепін             | Оксопін                  | Тієпін                      |            |
| Структура         | Структура Азепану    | Структура Оксепану         | Структура Тієпану             | Структура Азепіну  | Структура Оксепіну       | Структура Тієпіну           |            |

| Поліциклічні                        | Поліциклічні | Поліциклічні | Поліциклічні      | Поліциклічні | Поліциклічні | Поліциклічні |
| ----------------------------------- | ------------ | ------------ | ----------------- | ------------ | ------------ | ------------ |
| Назва                               | Хінолін      | Ізохінолін   | Пурин             | Індол        | Ізоіндол     | Акридин      |
| Структура                           |              |              |                   |              |              |              |
| 3 Кількома гетероатомами (5-членні) |              |              |                   |              |              |              |
| Назва                               | Імідазол     | Піразол      | Оксазол           | Ізоксазол    | Тіазол       | Ізотіазол    |
| Структура                           |              |              | Структура Тієтану |              |              |              |
| 3 Кількома гетероатомами (6-членні) |              |              |                   |              |              |              |
| Назва                               | Піперазин    | Піримідин    | Піридазин         | Морфолін     | 1,4-Діоксан  |              |
| Структура                           |              |              |                   |              |              |              |

## Хімічні властивості

Електрофільне заміщення в гетероциклах. Синя стрілка — основна позиція, червона — наступна по активності

Гетероциклічні сполуки проявляють різноманітну реакційну здатність.
Ароматичні здатні вступати в реакції типові для звичайних ароматичних вуглеводів. При цьому їхня реакційна здатність сильно варіює з типом гетероциклу. Скажімо, піридин вступає в реакції електрофільного заміщення набагато важче, ніж бензол. Атом азоту відтягує електронну густину з кільця приблизно так само, як і нітрогрупа. П'ятичленні гетероцикли мають зазвичай доволі високу реакційну здатність.
Насичені гетероцикли реагують переважно по гетероатому. Скажімо, морфолін вступає в типові реакції вторинних амінів, а тетрагідротіофен може бути окисленим в сульфолан.

## Номенклатура
Нумерація атомів починається з точки спряження циклів і ведеться проти годинникової стрілки. Атоми вуглецю без воднів пропускають, а гетероатоми нумеруються завжди. Здебільшого молекулу малюють так, щоб гетероатом мав мінімальний номер.

Нумерація атомів в хіноліні

Скажімо

## Застосування

### Лікарські засоби
Багато Лікарських засобів — заміщені гетероциклічні сполуки. Серед них: діазепам, оксикодон та ін. Таке використання пов'язано з тим, що багато алкалоїдів є азотвмісними гетероциклами.

### Органічні розчинники
- Піридин
- NMP
- ТГФ (THF)

### Реагенти органічного синтезу
- DBU
- HBTU, HOBt, DMAP
- Пропансультон